# Macropsis pictipes
Macropsis pictipes är en insektsart som beskrevs av Géza Horváth 1904. Macropsis pictipes ingår i släktet Macropsis och familjen dvärgstritar. Inga underarter finns listade i Catalogue of Life.